# Kathedrale von Santa Marta

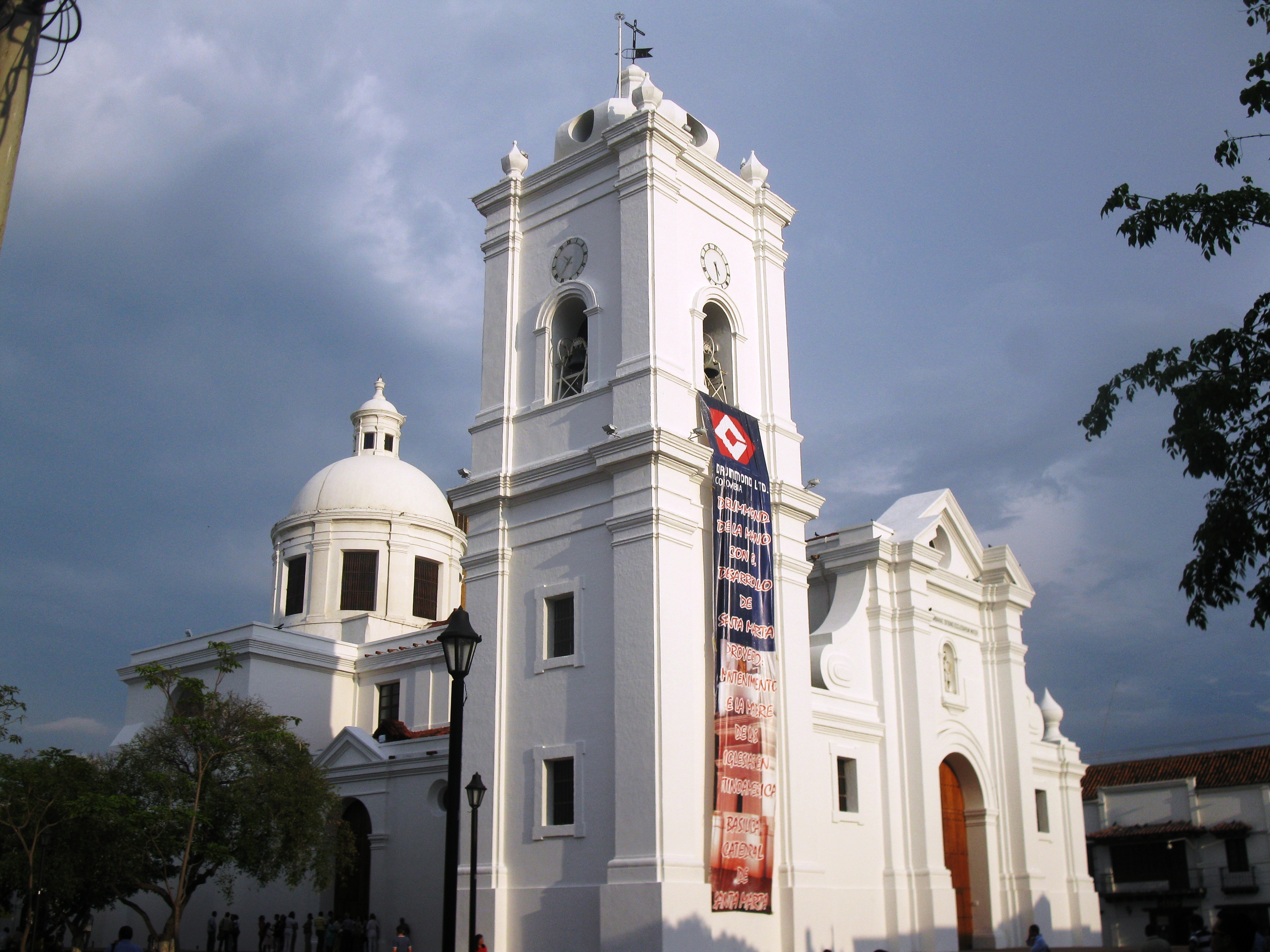
Eingangsfassade der Kathedrale

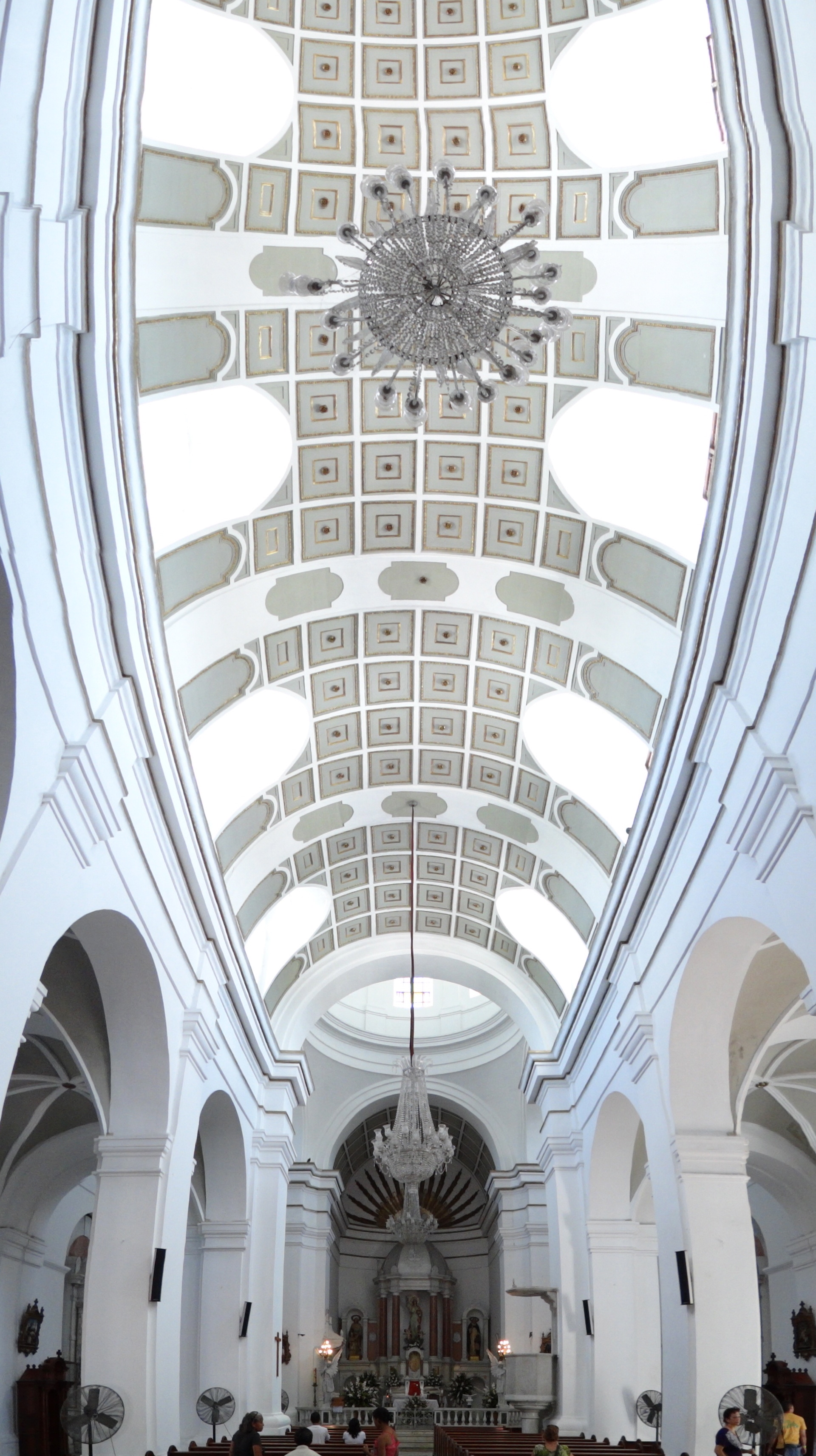
Innenraum mit Deckenansicht

Die Kathedrale von Santa Marta (spanisch Catedral de Santa Marta) ist eine römisch-katholische Kirche in Santa Marta, Hauptstadt der kolumbianischen Provinz Magdalena. Die Kathedrale des Bistums Santa Marta ist Martha von Bethanien gewidmet, sie trägt den Titel einer Basilica minor und ist ein geschütztes nationales Kulturgut.

## Geschichte
Die Kathedrale wurde in den 1760er Jahren auf Initiative von Bischof Nicolás Gil Martínez Malo und Gouverneur Andrés Pérez erbaut. Sie wurde nach den Plänen des Architekten Antonio Cachete durch den Ingenieur Juan Cayetano Chacón errichtet. Der Grundstein wurde am 8. Dezember 1766 gelegt, 1786 wurde die Kirche fertiggestellt. Im Jahr 1830 wurde Simon Bolivar in einem Gewölbe begraben, 1842 wurde er nach Caracas überführt. Papst Pius XI. verlieh der Kathedrale 1930 zusätzlich den Titel einer Basilica minor. 1953 wurden die Gebeine des Stadtgründers Rodrigo de Bastidas aus der Dominikanischen Republik nach Santa Marta in die Kathedrale überführt.

## Architektur
An der Fassade wird die Kirchentür von zwei Säulen eingerahmt, auf denen ein dreieckiger Giebel ruht. Auf der linken Seite ragt ein rechteckiger Glockenturm empor. Die dreischiffige Basilika im Renaissancestil ist mit Tonnengewölben mit aufgemalten Kassetten ausgestattet, in die zur Beleuchtung Stichkappen hereingeschnitten wurden. Das Mittelschiff überragt zusammen mit dem Querschiff die schmaleren Seitenschiffe mit ihren Kreuzgewölben. Über der Vierung erhebt sich eine Kuppel über einem runden Tambour. Die Struktur wird von massiven quadratischen Säulen getragen.